# Mistrzostwa CONCACAF w futsalu
Mistrzostwa Ameryki Północnej w futsalu (CONCACAF Futsal Championship) – turniej futsalowy mający na celu wyłonienie Mistrza Ameryki Północnej w futsalu. Rozgrywany jest od 1996 r. (co cztery lata). Dotychczas odbyło się 5 turniejów.
| 1996 Więcej | Gwatemala | Stany Zjednoczone | 7:3               | Kuba              | Meksyk            | 3:1       | Gwatemala |
| 2000 Więcej | Kostaryka | Kostaryka         | 2:0               | Kuba              | Stany Zjednoczone | 5:1       | Meksyk    |
| 2004 Więcej | Kostaryka | Stany Zjednoczone | 2:0               | Kuba              | Kostaryka         | 12:5      | Meksyk    |
| 2008 Więcej | Gwatemala | Gwatemala         | 3:3 (pd.) (k.5:3) | Kuba              | Stany Zjednoczone | 7:1       | Panama    |
| 2012 Więcej | Gwatemala | Kostaryka         | 3:2               | Gwatemala         | Panama            | 6:4       | Meksyk    |
| 2016 Więcej | Kostaryka | Kostaryka         | 4:0               | Panama            | Gwatemala         | 3:2       | Kuba      |
| 2021 Więcej | Gwatemala | Kostaryka         | 3:2               | Stany Zjednoczone | Gwatemala         | 3:2 (pd.) | Panama    |
| 2024 Więcej | Nikaragua | Panama            | 4:3               | Kuba              | Gwatemala         | 3:0       | Kostaryka |